# Мармарош (комитат)
Комитат Мармарош или Мараморош (Maramoros, лат. Comitatus Maramarosiensis, венг. Máramaros vármegye, рум. Comitatul Maramureș, укр. Мармароська жупа, словац. Marmarošská župa) — исторический комитат в северо-восточной части Австро-Венгрии и Венгерского королевства.
В настоящее время его территория относится к современным Закарпатской области Украины и Мармарошскому жудецу Румынии. Административным центром являлся Мармарош-Сигет (рум. Sighetu Marmației), ныне на территории Румынии.

## География

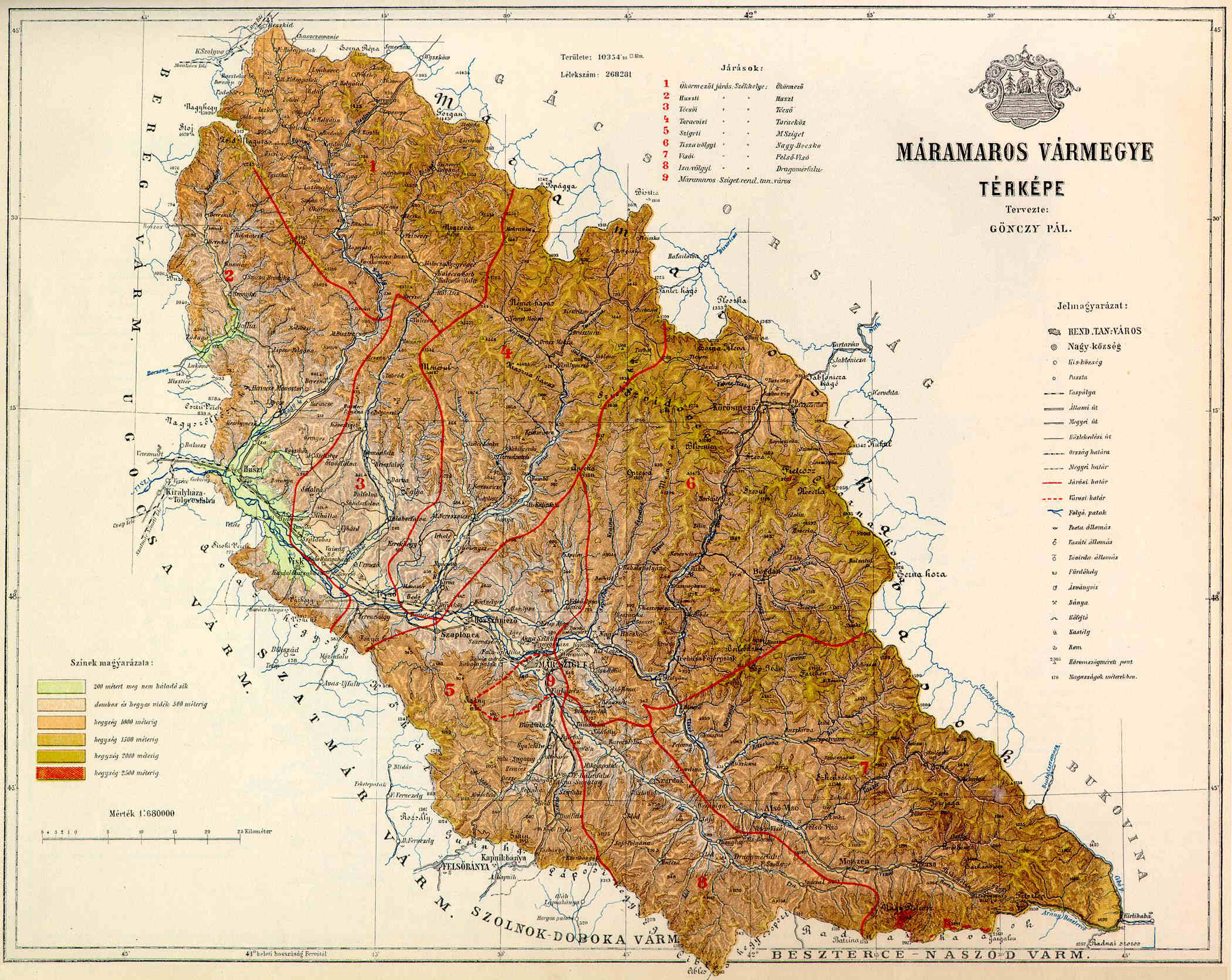
Карта комитата Мармарош.

Был расположен в долине Тисы и занимал всю территорию исторической области Мармарош.

## История
Впервые комитат Мармарош упоминается в письменных источниках под 1119 годом (лат. cum in Maramorisio tempore venationis venatum ivissemu). Ещё в XIII веке это малонаселенная территория. Рост его населения начинается с начала XIV века, когда здесь вновь появляются пять городов с характерными славянскими названиями: Сигет-Мармароский, Долго Поле, Хуст, Тячев, Вышково.
В 1329 году появляется сообщение о князе воеводе Марамуреша. В 1334—1335 годах сюда переселяется Микола, сын Богдана Вайды, с народом сербским.
После поражения Австро-Венгрии в Первой мировой войне и её распада в 1918 году, согласно Трианонскому договору, от 1920 года, бо́льшая часть территории отошла к Чехословакии (входила в состав Подкарпатской Руси), оставшаяся — к Румынии. 
В 1939 году чехословацкая часть была оккупирована Венгрией, в 1944 году она была освобождена Красной Армией. В 1945 году Подкарпатская Русь была присоединена к УССР (Закарпатская область).

## Население
На XX столетия проживало 269 000 жителей.
Согласно переписи населения 1910 года, на территории комитата Мармарош проживало 357 535 человек, в том числе:
- Русины: 159 489 (44,60 %);
- Венгры: 52 964 (14,81 %);
- Евреи:
- Румыны: 84 510 (23,63 %);
- Немцы: 59 552 (16,65 %).

## Административное деление
| Округа                  | Округа                                   |
| Округ                   | Адм. центр                               |
| ----------------------- | ---------------------------------------- |
| Долга                   | Долгое, Украина                          |
| Хуст                    | Хуст, Украина                            |
| Изавёльдь               | Драгомирешти, Румыния                    |
| Окёрмезё                | Межгорье (Закарпатская область), Украина |
| Шугатаг                 | Окна Шугатаг, Румыния                    |
| Сигет                   | Сигетул Мармациэй, Румыния               |
| Тарацкез                | Тересва, Украина                         |
| Течё                    | Тячев, Украина                           |
| Тисавёльдь              | Рахов, Украина                           |
| Вишо                    | Вишеу де Сус, Румыния                    |
| Города                  |                                          |
| Мармарош-Сигет, Румыния |                                          |